# Moed Katan (Talmud)
Moed Katan (en hébreu : מועד קטן, littéralement "petite fête") (également orthographié Mo'ed Katan ou, plus rarement, Mo'ed Qatan)  est un traité du Talmud, l'avant-dernier de l'ordre des fêtes Son sujet principal est celui des jours de demi-fête, jours intermédiaires entre le premier et le dernier jour de la fête de Pessah ou de la fête de Souccot.

## Contenu

### Moed Katan dans leTalmud de Babylone
La Guemara du Talmud de Babylone commente et amplifie le traité de la Mishna. Si le consensus de la Mishna concernant les jours de demi-fête peut se résumer en ce que les jours de fête ne sont pas chômés, mais qu'ils y est recommandé de travailler le moins possible, et également qu'il y est interdit de se marier afin de ne pas accumuler deux joies et donc d'oublier la joie de la fête, le Talmud va préciser ces dispositions, proposant différents cas particuliers, ou tenter d'expliquer ces règles à partir de passages de la Torah.
Ce traité est également connu pour trouver de longs développements sur la question de la levée, pendant les jours de demi-fêtes, de l'isolement des lépreux ou des excommuniés, ainsi que sur la question du deuil, de sa durée et de ses rituels.

## Analyse historico-critique
Dans leur ouvrage Reconstructing the Talmud, les rabbins Joshua Kulp et Jason Rogoff proposent une analyse critique de l'origine des règles de deuil détaillés par le menu dans ce traité du Talmud.